# Emil ze Smalandii
Emil ze Smalandii (tytuł oryginalny Emil i Lönneberga, dosłownie Emil z Lönnebergi) – seria 12 książek dla dzieci autorstwa szwedzkiej pisarki Astrid Lindgren. Seria ta była tworzona na przestrzeni 34 lat – od 1963 r. do 1997 r.

## Opis fabuły
Głównym bohaterem jest chłopiec Emil Svensson, którego wiek wynosi od pięciu do ośmiu lat. Mieszka on w gospodarstwie Katthult, we wsi Lönneberga. Jest to rzeczywista miejscowość w południowo-wschodniej Szwecji, w krainie historycznej Smalandia, administracyjnie zlokalizowana w regionie Kalmar i gminie Hultsfred, niedaleko miasta Vimmerby, w którym w 1907 r. urodziła się Astrid Lindgren.
Pierwowzorem książkowego Emila był ojciec pisarki Samuel August Ericsson (1875–1969), który często jej opowiadał o swoich dziecięcych latach. Co ciekawe, Emila jako dorosłego mężczyznę, można utożsamić z ojcem Lisy, głównej bohaterki i narratorki książki Dzieci z Bullerbyn, który był stolarzem. Pisarka opisała życie swoich rodziców również w książce Samuel August z Sevedstorp i Hanna z Hult.
Czas, w którym toczy się akcja książek o Emilu nie jest dokładnie określony, wiele jednak wskazuje na początek XX wieku. Wszystkie opisane przygody zdarzają się w Smalandii (szw. Småland), historycznej krainie w południowo-wschodniej Szwecji, z której pochodziła pisarka. Oprócz przygód niesfornego chłopca, czytelnik może poznać również codzienne życie i obyczaje smalandzkiej wsi i miasteczek w tamtym okresie.
Emil jest jasnym blondynem i ma niebieskie oczy co, wedle opisu w książkach, nadaje mu wygląd „aniołka”. Mimo że wygląda na aniołka, Emil znany jest w całej okolicy ze swoich figli. Nie jest jednak złym dzieckiem, nie zdaje sobie po prostu często sprawy z konsekwencji swoich akcji. Jak sam twierdzi: „Nie płatam żadnych figli, one po prostu się zdarzają”. Za każdym razem, gdy Emil stanie się bohaterem jakiejś psoty, zostaje ukarany przez ojca zamknięciem w drewutni. Emil nie uważa tego jednak za dotkliwą karę, gdyż siedząc tam zawsze rzeźbi drewniane ludziki (których liczba przekracza w ostatniej części serii 350).
Emil jest postacią niezwykle inteligentną i twórczą, często myśli w sposób niekonwencjonalny, przez co spotyka się z niezrozumieniem ze strony dorosłych. Ma niezwykłe wyczucie dla zwierząt, szczególnie koni i świń (jedną wychował i wytrenował, przez co zachowywała się jak pies). W kilku miejscach książek znajdujemy informacje o przyszłej karierze Emila, który zdobędzie pewnego dnia tytuł przewodniczącego lokalnego samorządu, stając się najważniejszym i najbardziej poważanym mieszkańcem Smalandii.

## Polskie wydania
W języku polskim ukazały się trzy części przygód Emila z Lönnebergi wydane kilkukrotnie przez Wydawnictwo „Nasza Księgarnia”:
- Emil ze Smalandii (przełożyła Irena Szuch-Wyszomirska, pierwsze wydanie 1971 r.)
- Nowe psoty Emila ze Smalandii (przełożyła Anna Węgleńska, pierwszy wydanie 2005 r.)
- Jeszcze żyje Emil ze Smalandii (przełożyła Anna Węgleńska, pierwszy wydanie 2005 r.).

Każdy z tomów zawiera kilka historii. W 2012 r. wszystkie części ukazały się w jednym tomie jako Przygody Emila ze Smalandii. Wszystkie wydania przygód Emila, wzorem wydań szwedzkich, zawierają ilustracje, których autorem jest szwedzki grafik Björn Berg.

## Ekranizacje

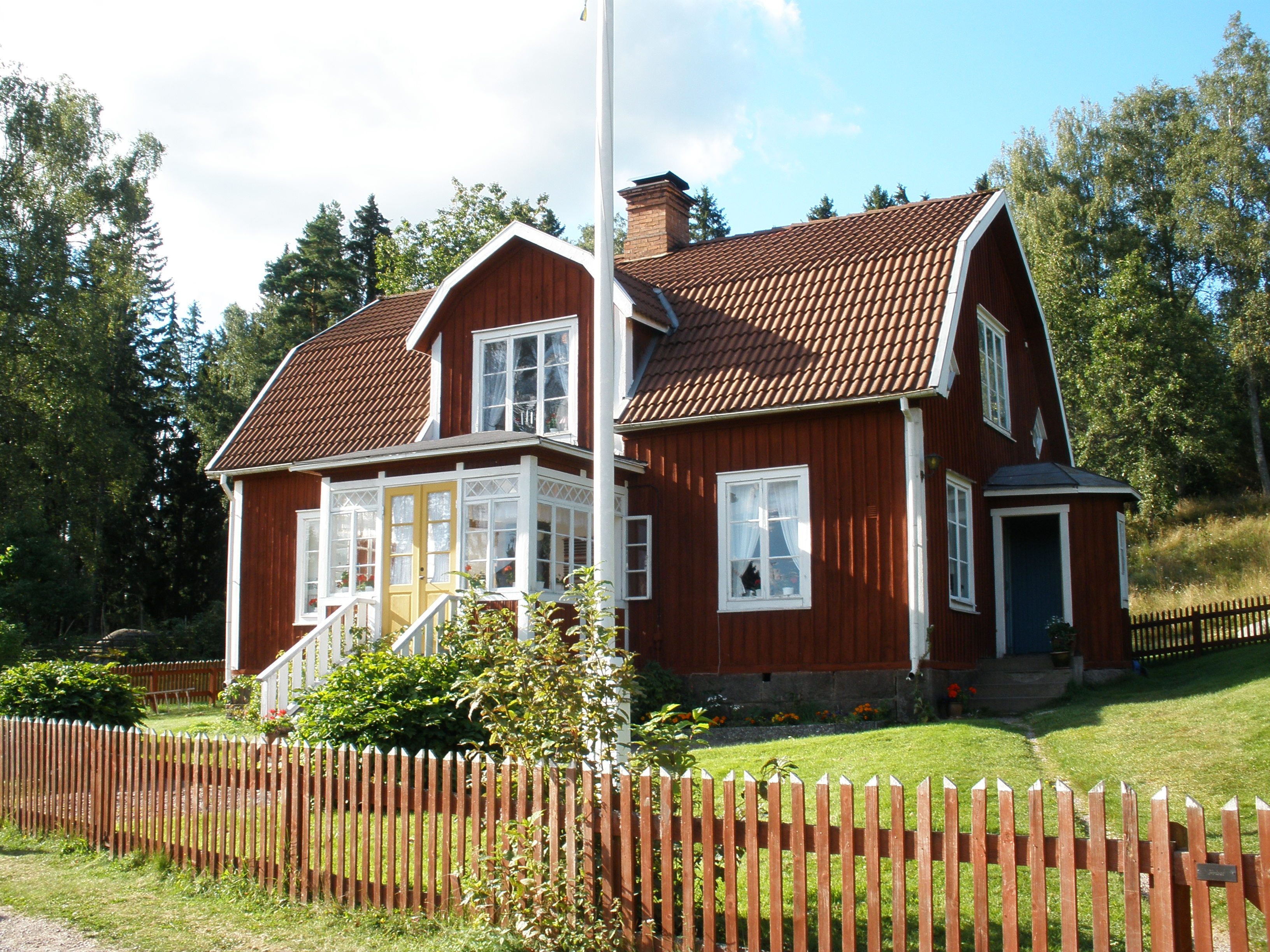
Domek Emila w Katthult z filmowych adaptacji.

Na początku lat 70. XX wieku nakręcono trzy filmowe adaptacje do książek o Emilu. Powstały one w koprodukcji szwedzko-niemieckiej. Ich reżyserem był Olle Hellbom, a autorką scenariusza Astrid Lindgren. W rolę tytułowego bohatera wcielił się Jan Ohlsson.
- Emil i Lönneberga (1971), pol. Emil ze Smolandii
- Nya hyss av Emil i Lönneberga (1972), pol. Nowe psoty Emila ze Smolandii lub Michaś przywołuje świat do porządku
- Emil och griseknoen (1973), pol. Emil i prosiaczek

W latach 1974–1976 powstał (z udziałem tych samych aktorów, miejsc i twórców) 13-odcinkowy serial telewizyjny produkcji szwedzko-enerdowskiej Emil z Lönnebergi (szw. Emil i Lönneberga). Reżyserem był Olle Hellbom, a scenariusz napisała Astrid Lindgren, która w serialu wystąpiła również jako narratorka.
W 1985 r. w Rydze (w ówczesnym ZSRR, dziś Łotwa) powstał pełnometrażowy telewizyjny film fabularny w języku łotewskim, oparty na motywach powieści o Emilu, zatytułowany Emīla nedarbi (ros. Проделки сорванца).
W 2013 r. powstał w Szwecji pełnometrażowy film animowany Emil i Ida z Lönnebergi (szw. Emil & Ida i Lönneberga), premiera kinowa w Szwecji odbyła się 25 grudnia 2013. Producentem filmu jest Lars Blomgren, a reżyserami są Per Åhlin, Alicja Jaworski-Björk i Lasse Persson. Film oparty jest na trzech opowiadaniach o Emilu (dwie z nich zupełnie pominięto w ekranizacjach Olle Hellboma, a trzecią nieco zmieniono), a scenariusz bardzo ściśle odpowiada narracji Astrid Lindgren. Dodatkowo sięgnięto po nagrania archiwalne z głosem pisarki, by wykorzystać je jako głos narratora w filmie. Postacie i całe tło rysunkowe dokładnie opierają się na książkowych ilustracjach Björna Berga.

## Znaczenie wychowawcze
Książki o Emilu zawierają silny przekaz filozofii Lindgren dotyczącej edukacji i wychowania dzieci. Ona sama wychowała się w małej wsi w Smalandii i dostrzegała olbrzymią rolę natury w prawidłowym rozwoju. Dzieci nie powinny być także karane fizycznie i często są obdarzone dużo większym rozsądkiem, niż dorośli wokół nich uważają. W rodzinie Svenssonów (na którą składa się oprócz Emila – mama, tata i młodsza siostra Ida) zakazane są także wszelkie przekleństwa i alkohol. Pozorna surowość ojca, która przejawia się bardziej w słowach niż karaniu cielesnym, jest równoważona przez miłość i rozsądek matki, która zawsze dostrzega dobre cechy syna.
Astrid Lindgren zawarła w powieści całkiem wiarygodny obraz szwedzkiej wsi z początku XX wieku. Ojciec Emila został przedstawiony jako stereotypowy mieszkaniec Smalandii – nielubiący np. wydawać pieniędzy. Kościół miał wtedy duże znaczenie i pastor jest stałym bywalcem farmy Emila. Książka wymienia tradycyjne szwedzkie potrawy, stroje, święta i inne uroczystości (takie jak dzień targowy czy aukcje majątku szwedzkich migrantów do Stanów Zjednoczonych).